# Bernhard Bair

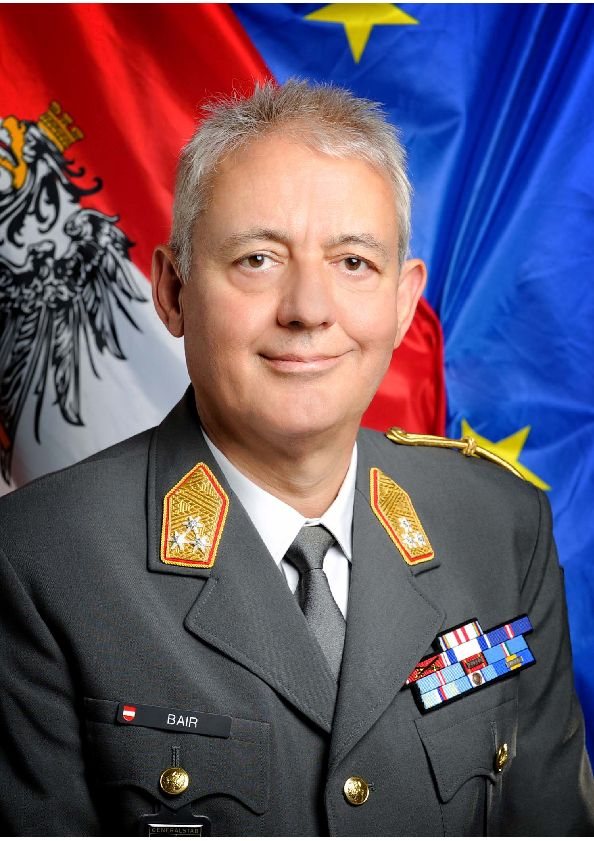
Generalleutnant Bernhard Bair (2013)

Bernhard Bair (* 1955 in Zams) ist ein Offizier i. R. des Österreichischen Bundesheeres und war zuletzt stellvertretender Generalstabschef im Range eines Generalleutnants.

## Leben
Bernhard Bair wurde 1955 in Zams in Tirol geboren und rückte nach seiner Reifeprüfung im September 1973 zum Bundesheer ein.

## Militärische Laufbahn

### Ausbildung und erste Verwendungen
Im Anschluss an seine Offiziersausbildung an der Theresianischen Militärakademie von 1976 bis 1979 war er als Leutnant in verschiedenen Verwendungen im Versorgungsregiment 1 in Zwölfaxing eingesetzt, unter anderem als Kompaniekommandant, Feldzeugoffizier, Versorgungsoffizier und Ausbildungsoffizier.

### Dienst als Stabsoffizier
Von Oktober 1981 bis Mai 1982 fungierte Bair als Kompaniekommandant des österreichischen Kontingents von UNFICYP in Zypern, absolvierte von 1985 bis 1988 die Generalstabsausbildung an der Landesverteidigungsakademie und war von 1992 bis 1993 Stabschef der 4. Panzergrenadierbrigade in Linz. Anschließend war er als Hauptreferatsleiter und stellvertretender Abteilungsleiter in der Quartiermeisterabteilung im Verteidigungsministerium eingesetzt.
1999 absolvierte Bair den Lehrgang „European Training Course in Security Policy“ am Zentrum für Sicherheitspolitik in Genf, diente vom 1. September 1999 bis 30. November 2002 als Verteidigungsattaché an der österreichischen Botschaft in Zagreb und übernahm im Anschluss das Kommando Einsatzunterstützung des Bundesheeres.

### Dienst im Generalsrang
Am 4. Dezember 2009 übernahm Bair, zwischendurch zum Generalmajor befördert, vom italienischen Generalmajor Stefano Castagnotto das Kommando der aus rund 2000 Soldaten aus 25 Nationen bestehenden EU-Truppe in Bosnien-Herzegowina, das er am 6. Dezember 2011 an den österreichischen Generalmajor Robert Brieger übergab.
Am 9. August 2013 wurde Bair (mittlerweile im Rang eines Generalleutnants) zum stellvertretender Generalstabschef des Bundesheeres bestellt und übte diese Funktion bis zu seiner Versetzung in den Ruhestand am 31. März 2018 aus. In seiner Zeit als stellvertretender Generalstabschef absolvierte Bair das Seminar „Senior Executives in National and International Security“ (NIS) im Dezember 2013 an der Harvard Kennedy School in Cambridge und nahm 2015 am 12. Strategischen Führungslehrgang der Landesverteidigungsakademie des Bundesheeres teil.

### Auslandseinsätze
- Oktober 1981 bis Mai 1982 als Kompaniekommandant im Rahmen der UNFICYP auf Zypern[1][2]
- 4. Dezember 2009 bis 6. Dezember 2011 als Kommandeur (Force Commander (COM EUFOR)) der Operation Althea[1][2][4]

## Auszeichnungen (Auszug)
- "Orden für die multinationale Kooperation des I. Grades", Slowenien (2012)[5]
- Einsatzmedaille des Österreichischen Bundesheeres
- Wehrdienstzeichen I. Klasse
- Wehrdienstmedaille in Bronze
- Verdienstkreuz des Landes Tirol (2010)
- Offizierskreuz für Verdienste um die Vereinigung Österreichischer Peacekeeper[6] (2017)
- Komturkreuz des Landes Burgenland (2021)[7][4]